# مولد المسح الترددي
مولد المسح الترددي (بالإنجليزية: Sweep generator) هو أحد أجهزة الاختبار الإلكترونية، يشبه في عمله مولد الإشارة، يُولّد موجة كهربائية ذات سعة ثابتة وتردد يتغير خطيًا مع الزمن.

## الإستخدام
يُستخدم مولد المسح الترددي على نطاق واسع لاختبار الاستجابة الترددية لمرشح الدوائر الإلكترونية. تُصمَّم هذه الدوائرعادةً باستخدام الترانزستورات والملفات الحثية والمكثفات الكهربائية، للحصول على خصائص خطية في الاستجابة.
تُعَد تقنية المسح الترددي من الأساليب الشائعة في قياس الصوت لوصف تغير القيمة المقاسة للاستجابة مع تغير متدرج في المتغير المدخل، وغالبًا ما يكون هذا المتغير هو التردد، الذي يتغير ضمن نطاق الصوت القياسي من 20 هرتز إلى 20 كيلو هرتز.

## المسح الترددي المتغير
هو نوع من الإشارات المستمرة التي يتغير ترددها بشكل لوغاريتمي إما بالزيادة أو بالنقصان مع مرور الزمن، ويشمل كامل النطاق بين التردد الإبتدائي و النهائي.
يمتاز هذا النوع عن المسح الترددي المتقطع بأنه يختصر مدة الإشارة دون التأثير على دقة النتائج، مما يسرّع عملية القياس. أُستخدم منذ عقود، وشهد تطورًا ملحوظًا في أجهزة قياس الصوت، بفضل الحاجة إلى قدرات معالجة عالية.

## المسح الترددي المتقطع
في هذا النوع يتغير التردد أو السعة بخطوات منفصلة. بعد كل تغيير، ينتظر الجهاز حتى تستقر الإشارة قبل الانتقال إلى الخطوة التالية. وقد تكون هذه الخطوات خطية أو لوغاريتمية، بتدرج خطي أو لوغاريتمي.
لا تكون مدة المسح محددة بدقة، بسبب تفاوت أزمنة استقرار الأجهزة.
يُستخدم هذا النوع لقياس خطية الأنظمة، حيث يُثبت التردد وتُغير السعة، ويقاس عندها كل من التشويه والسعة، ويُعرف أحيانًا باسم مسح السعة.

## المسح الزمني
يُستخدم فيه الزمن كمحور أفقي، بينما تُمثّل السعة كمحور رأسي، ويُتابع تغيّرها مع مرور الوقت. على سبيل المثال، يمكن ملاحظة كيف تتغير استجابة الجهاز قيد الاختبار خلال فترة زمنية طويلة.

## المسح الجدولي
هو نوع من المسح تُحدَّد فيه مسبقًا قيم المتغيرات المراد قياسها ضمن جدول، تُجرى القياسات وفقًا للقيم المحددة مسبقًا.

## أنظر أيضاً
مولد موجات